# Nổi loạn tuổi 18
Nổi loạn tuổi 18 (Hangul: 어른들은 몰라요, Tiếng Anh: Young Adult Matters) là một bộ phim truyền hình Hàn Quốc năm 2021 do Hwan Lee viết kịch bản và đạo diễn. Phim có sự tham gia của Lee Yoo-mi và Ahn Hee-yeon. Phim được công chiếu lần đầu vào ngày 24 tháng 10 năm 2020 tại Liên hoan phim Quốc tế Busan.

## Diễn viên
- Lee Yoo-Mi vai Se-jin[3]
- Ahn Hee-yeon vai Joo-young
- Bang Eun-jung vai Eun-jeong
- Kim Ga-bin vai Ga-bin
- Han Seong-soo vai Sin-ji
- Heo Joon-seok vai Joon-seok
- Park Kang-sub vai Sang-seop
- Hwan Lee vai Jae-pil
- Kim Seo-ha vai Thám tử
- Choi Eun-kyeong vai Giáo viên mang thai
- Lee Seung-yeon
- Noh Susanna

## Giải thưởng và đề cử
| Năm  | Giải thưởng                              | Hạng mục                               | Người nhận   | Kết quả   | Than khảo |
| ---- | ---------------------------------------- | -------------------------------------- | ------------ | --------- | --------- |
| 2021 | Buil Film Awards                         | Nữ diễn viên mới xuất sắc nhất         | Lee Yoo-mi   | Đoạt giải | [ 4 ]     |
| 2021 | Buil Film Awards                         | Nữ diễn viên mới xuất sắc nhất         | Ahn Hee-Yeon | Đề cử     | [ 4 ]     |
| 2021 | Cine21                                   | Nữ diễn viên mới xuất sắc nhất của năm | Lee Yoo-mi   | Đoạt giải | [ 4 ]     |
| 2021 | Korean Film Producers Association Awards | Tân binh xuất sắc nhất                 | Lee Yoo-mi   | Đoạt giải | [ 4 ]     |